# Last Days Here
Last Days Here ist eine Dokumentation aus dem Jahr 2011 über Bobby Liebling, den Frontmann der Band Pentagram. Die 1971 gegründete Heavy-Metal-Band aus Woodbridge, Virginia (USA), besteht mit Unterbrechungen bis heute. Regie führten Don Argott und Demian Fenton.

## Handlung
Last Days Here beginnt mit Liebling in seinen Fünfzigerjahren: Er lebt im Keller seiner Eltern, konsumiert Drogen und schwelgt in Erinnerungen an alte Geschichten. Die Dokumentation begleitet ihn über verschiedene Phasen seines Falls und Aufstiegs, vom jungen, talentierten, vielversprechenden Musiker zum gescheiterten Junkie bis zum Kampf gegen seine Drogensucht und sein musikalisches Comeback. Gezeigt werden einige wichtige Ausschnitte aus diesem über mehrere Jahre dauernden Prozess, unter anderem, wie er aus dem Haus seiner Eltern auszieht, die Beziehung zu Hallie, sein Gefängnisaufenthalt und Konzerte, die er zwischen 2001 und 2005 gibt. Wiederholt werden dabei Aufnahmen von seinem Freund und Manager Sean Pelletier eingestreut, der sich sehr für Liebling einsetzt und die schwierige Beziehung zu ihm beschreibt. Des Weiteren kommen ehemalige Bandmitglieder zu Wort, die über Lieblings zerstörerische Art berichten und erklären, wieso es die Band trotz vielversprechender Angebote in den 1970ern und 1980ern nicht geschafft hatte, Bekanntheit zu erlangen.

## Produktion
Der Co-Regisseur Fenton hörte zum ersten Mal von Liebling, nachdem er eine Kassetten-Aufnahme von Pentagram aus den 1970ern und die First Daze Here-Compilation aus dem Jahr 2001 angehört hatte. Gerüchten zufolge lebte Liebling zu dieser Zeit im Keller seiner Eltern und konsumierte Drogen. Als Fenton und Argott mit den Aufnahmen von Liebling begannen, waren sie sich nicht sicher, ob daraus eine Dokumentation entstehen könnte, da es zu Anfang so aussah, als würde sich Liebling langsam mit den Drogen umbringen, was man aber nicht dokumentieren wollte. Nachdem Liebling anfing sein Leben zu verändern und versuchte von den Drogen loszukommen, sah man echtes Potenzial für eine Dokumentation.
Die Regisseure nahmen hunderte Stunden Filmmaterial über drei Jahre auf, trotz eines nur kleinen Budgets. Liebling zeigte während der Aufnahmen viele Facetten seiner Persönlichkeit. Die Regisseure haben versucht, die häufigen Wechsel in seinem Leben möglichst ausgeglichen in der Dokumentation darzustellen.
„Many times we had to finesse the rapid shifts in Bobby’s life so the viewer wouldn’t be left confused.“ (Demian Fenton: Filmmaker, deutsch: „Häufig mussten wir tricksen, damit die Zuschauer nicht von den raschen Veränderungen in Bobbys Leben verwirrt werden.“)

## Veröffentlichung
Last Days Here wurde am 14. März 2011 auf dem South by Southwest Festival uraufgeführt. Daraufhin sicherte sich Sundance Selects die Rechte für Nordamerika und veröffentlichte die Dokumentation in den Kinos und auf seiner Video-on-Demand-Plattform. Am 31. Juli 2011 erschien die Dokumentation auf DVD. Im deutschen Fernsehen wurde Last Days Here erstmals am 7. August 2012, im englischen Original mit deutschen Untertiteln, ausgestrahlt.

## Rezeption
Von den Kritikern wurde die Dokumentation gut aufgenommen, auf der Webseite Rotten Tomatoes erhielt sie eine Wertung von 84 % bei 19 Kritiken. Auch beim Publikum kam sie dort mit einer Wertung von 4,1/5 Sternen sehr gut an.

„Die Regisseure Don Argott und Demian Fenton haben ein behändes und sonderbar ergreifendes Porträt erschaffen, von einem Drogenabhängigen der bereits an der Himmelspforte angeklopft hat und dann eine erstaunliche Wiedergeburt erlebt.“

Stephen Saito vom Independent Film Channel nannte Lieblings Geschichte eine typische Geschichte eines Rockstars, die normalerweise niemand interessiert hätte, da Pentagram bis dahin keine große Bekanntheit erlangt hatte. Trotzdem haben Fenton und Argott sechs Jahre investiert und abgewartet bis sich die Geschichte entwickelt, diese Beharrlichkeit wurde mit einer traurigen, manchmal frustrierenden, aber schlussendlich triumphalen Geschichte belohnt. Er lobte die Herangehensweise der Regisseure, die Dokumentation nicht ausschließlich auf die Hauptperson Bobby Liebling zu stützen, sondern die Erzählung über die Nebencharaktere voranzutreiben, die Liebling zumeist als einen hoffnungslosen Fall sehen.
Eric Kohn von IndieWire betont besonders die markerschütternde Energie der ersten halben Stunde, die Lieblings verhängnisvollen Lebensstil und sein ungenutztes Potenzial in Bezug auf den Kult um sein Schaffen und seiner Unfähigkeit mit dem Hype umzugehen, thematisiert. Er bemängelt jedoch, dass die Macher es nicht schaffen, die Intensität über die gesamte Länge aufrechtzuerhalten und sich die Geschichte unvollendet anfühlt. Am Ende wird man in dem Glauben gelassen, Liebling hätte endlich verstanden, worauf es ankommt und der Zuschauer wünscht sich nur, dass dies auch wirklich so ist.